# 王朝场
王朝场，中国五代十国时设置的行政区划。
五代后唐清泰三年（936年），马楚分巴陵县置，即今湖南省岳阳市东北陆城镇。北宋淳化五年（994年）升为王朝县。